# Trollväggen

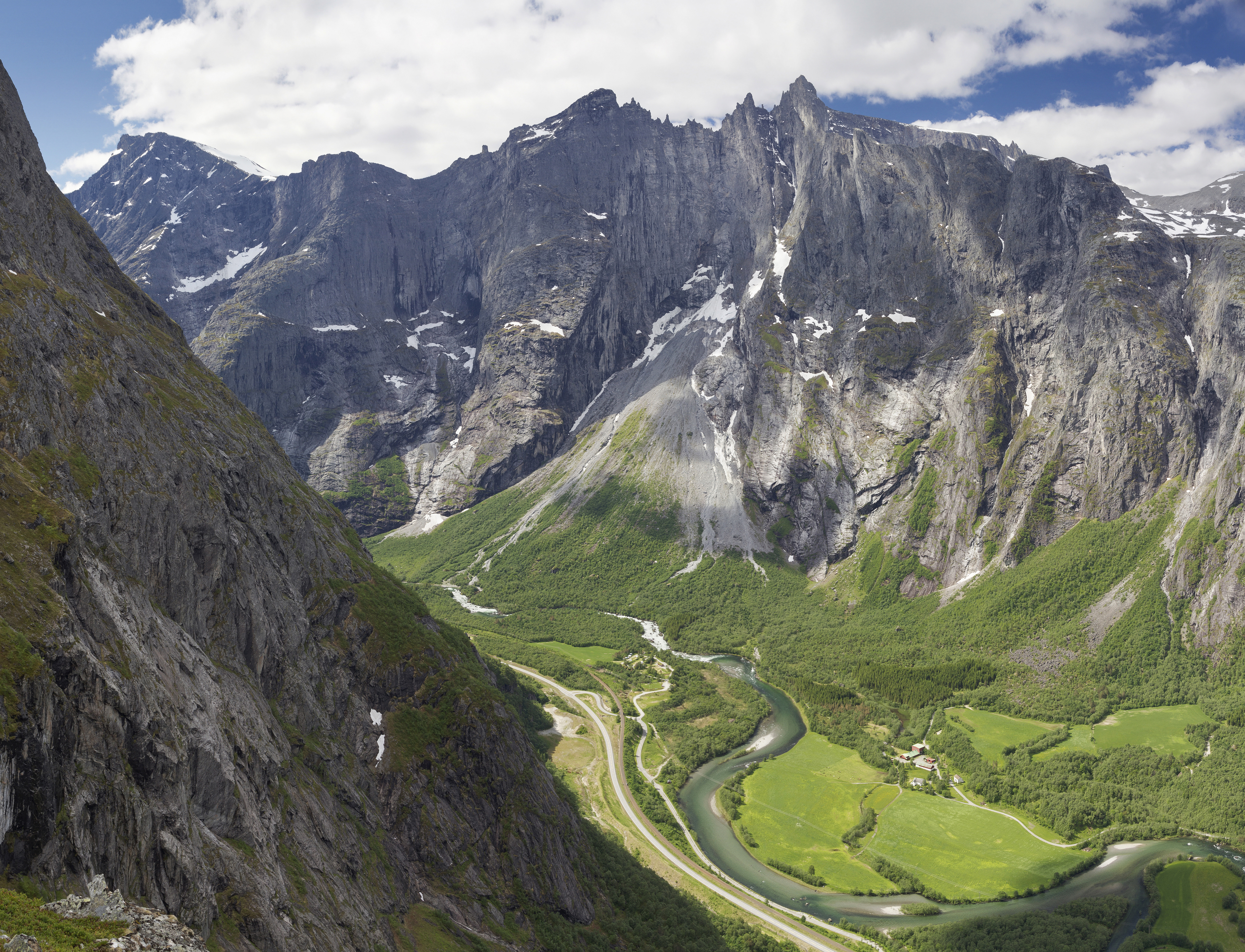
Trollväggen är populär bland klättrare.

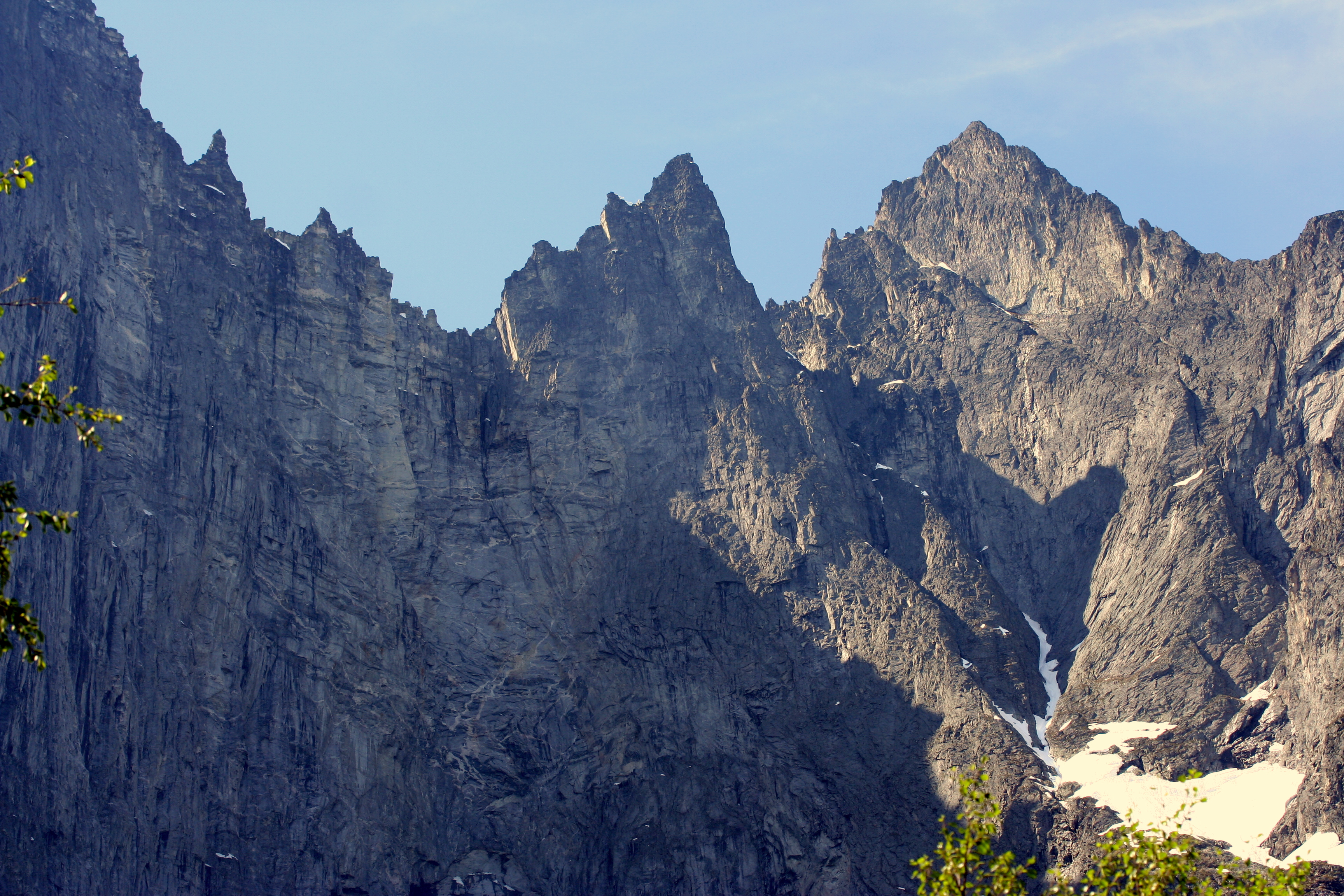
Trollväggen är Europas högsta lodräta bergvägg.

Trollväggen, no. Trollveggen, är en känd bergvägg på fjället Trolltindan i Norge.
Trollväggen ligger i Romsdalen i Rauma kommun i Møre og Romsdal och är Europas högsta lodräta bergvägg. Det är cirka 1700 meter i höjdskillnad från dalbottnen upp till toppen av väggen, därav 1000 meter i princip lodrät bergvägg som delvis lutar (upp till 50 meter) utåt.
Trollväggen är ett omtyckt mål för klättrare, men den blev övervunnen först 1965 när ett norskt och ett engelskt klätterteam med olika rutter nådde toppen med en dags mellanrum. Tidigare hade man dock bestigit själva berget Trolltindan, men inte via Trollväggen. Väggen var länge ett prestigemål för BASE-hoppning men efter flera dödsfall förbjöds fallskärmshoppning 1986. År 2006 blev en engelsk klättrare räddad från väggen med hjälp av helikopter. Efter den incidenten så har man förbjudit alla räddningsaktioner i och omkring väggen eftersom de anses vara för riskabla. 
Här kommer en lista på de klätterleder som finns på väggen med svårighetsgradering för friklättring och teknisk klättring:
- Suser gjennom Harryland 6/A3
- Norskeruta 6 A3
- Baltica 6/A3
- Franskeruta 6 A4
- Russerruta 6+/A4
- Arch Wall 7- A4 är 1100 meter lång. Leden klättrades första gången av Ed Drummond och Hugh Drummond 1972. Arch Wall har en svårighetsgrad på A4+ (gradering för teknisk klättring) och rankades länge som en av de hårdaste och tuffaste "bigwall" lederna i världen. År 1994 gjordes den första klättringen av leden vintertid av ett polskt klätterteam bestående av J. Fluder, S. Piecuch, and J. Golab. Generellt så tar leden 8 till 12 dagar att klättra. Leden friklättrades 2010 av Sindre och Ole Johan Sæther.
- Krasnojarsk 7/A4+, 1200 meter. Friklättrad av Sindre och Ole Johan Sæther i juli 2012.
- Trolldom 7-7 A3
- Svenskeruta 7-
- Sleepwalkers Route 6 A3
- Rasperry Dream 8-
- Rimmonruta 6+ är 950 meter lång. Leden klättrades första gången tekniskt (teknisk klättring) av ett brittiskt klätterteam 1965. Leden friklättrades (friklättring) första gången 1979 av det norska klätterparet Hans Christian Doseth och Ragnild Amundsen. Rimmon är en av de mest klassiska av lederna på Trollväggen och förmodligen den som klättrats flest gånger. Det är den enda leden på Trollväggen som haft solobestigningar repsolo.
- Trollkjerringa 7
- Död åt alla/Prektige Blonde Vikinger 7-7 A4